# Yog-Sothoth

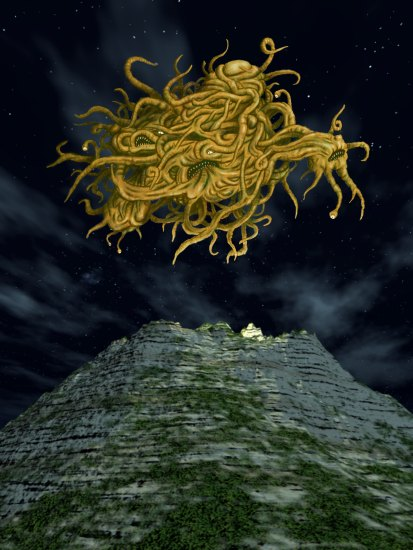
Yog-Sothoth

Yog-Sothoth – fikcyjna istota ze świata stworzonego przez H.P. Lovecrafta. Jest jednym z Bogów Zewnętrznych.
W panteonie mitów Cthulhu, Yog-Sothoth jest zaliczany do Bogów Zewnętrznych. Jego naturalnego wyglądu nie da się bliżej określić, ale czasem przyjmuje on postać gromady opalizujących kul. Jest kluczem i bramą do podróży w czasoprzestrzeni. Imię Yog-Sothoth pojawia się na przykład w opowiadaniu W górach szaleństwa. Wymyślony przez Lovecrafta, występował często w opowiadaniach Augusta Derletha, między innymi w Czyhającym w progu. Wzmianki o nim znajdują się w Necronomiconie.
W polskim komiksie undergroundowym, został sparodiowany w cyklu Wampiurs Wars (wydawanym przez Gdański Klub Fantastyki).
Yog-Sothoth występuje w książce Grahama Mastertona Drapieżcy, a także w Kulcie Lubko Deresza. Jego imię jest również wspomniane w Doli Jeruzalem i Sklepiku z marzeniami Stephena Kinga.
Do tego bóstwa nawiązał również funeral doomowy zespół Thergothon. Pierwsze ich oficjalnie wydane demo nosiło tytuł Fhtagn-nagh Yog-Sothoth, czyli Oczekujący Yog-Sothoth. Także w tekście piosenki Evoken pojawia się zdanie: The Gates are open for Yog-Sothoth
W opowiadaniu Staw Andrzeja Pilipiuka ze zbioru Aparatus występuje postać Szkopojada. W zakończeniu przedstawia się jako Sothoth Yog.